# Pyrausta gulpembe
Pyrausta gulpembe is een vlinder van de familie van de grasmotten (Crambidae). De wetenschappelijke naam van deze soort is voor het eerst voorgesteld door Muhabbet Kemal en Ahmet Ömer Koçak in een publicatie uit 2018. De spanwijdte van het mannetje bedraagt 15 tot 18 millimeter.

## Verspreiding
De soort komt alleen voor in Turkije (Adiyaman, Siirt, Van, Mardin).

## Leefwijze
Het habitat bestaat uit alpiene graslanden tussen 1480 en 1840 meter boven zeeniveau. De soort heeft één generatie per jaar (univoltien) en vliegt in mei.